# Малашенко, Лев Александрович
Малашенко Лев Александрович ( 12 ноября 1933, Ясенка Краснопольского района Могилёвской области — 25 октября 2013, Харьков ) — советский учёный в области самолётостроения. Доктор технических наук (1994), профессор (1989)

## Биография
Окончил Харьковский авиационный институт (1956), где впоследствии и работал : в 1972–2001 – декан самолётостроительного факультета, одновременно в 1984–90 – зав. кафедрой конструкции самолётов, в 2001–13 – профессор кафедры проектирования самолётов и вертолётов.

## Научные труды
- «Оценка прочности и массы тонкостенных конструкций». Москва, 1974 (в соавторстве);
- «Они покоряли небо». Х., 2005 (в соавторстве);
- «Проектирование конструкций летательных аппаратов с учетом случайных факторов»: Учеб. пособ. Х., 2009;
- «Конструкция самолётов и вертолетов»: Учеб. Х., 2010 (в соавторстве);
- «Разработка аванпроекта самолета»: Учеб. пособ. Х., 2010 (в соавторстве).